# 土城乡 (宜昌市)
土城乡，是中华人民共和国湖北省宜昌市点军区下辖的一个乡镇级行政单位。

## 行政区划
土城乡下辖以下地区：
土城村、李家坝村、安梓溪村、车溪村、穿心店村、茅家店村、黄家岭村、三岔口村、花粟树村、三涧溪村、高岩村、望洲坪村、落步淌村和席家淌村。